# لونرد بری
لونرد بری (به انگلیسی: Leonard Barry) بازیکن فوتبال زادهٔ ۲۷ اکتبر ۱۹۰۱ اهل کشور انگلستان که سابقهٔ بازی در تیم ملی فوتبال انگلستان را در کارنامهٔ خود دارد. وی در تاریخ ۱۷ مه ۱۹۲۸ نخستین بازی ملی خود را در مقابل تیم ملی فوتبال فرانسه انجام داد و با حضور در ۵ بازی ملی، در تاریخ ۱۵ مه ۱۹۲۹ واپسین بازی ملی‌اش را در برابر تیم ملی فوتبال اسپانیا برگزار کرد.